# Palaeomyopinae
Palaeomyopa
Sous-famille
Genre
Les Palaeomyopinae constitue  une sous-famille fossile d'insectes de l'ordre des diptères et de la famille des Conopidae. Découvert dans l'ambre de la Baltique, Palaeomyopa tertiaria est l'espèce type du seul genre Palaeomyopa de la famille. Son caractère distinctif est la présence d'une theca sur le quatrième sternite, caractère aujourd'hui disparu dans la famille des Conopidae.

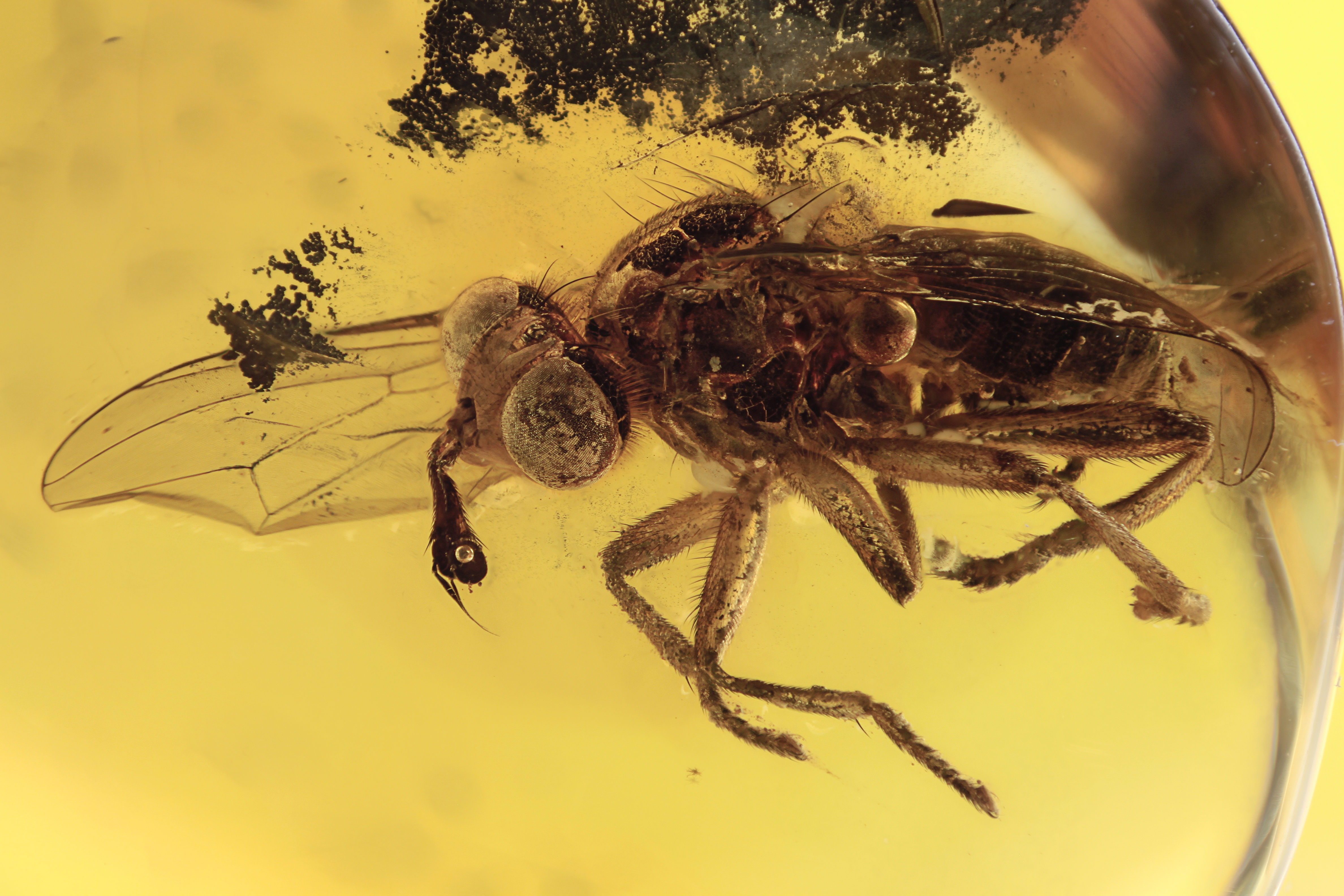
Palaeomyopa sp.

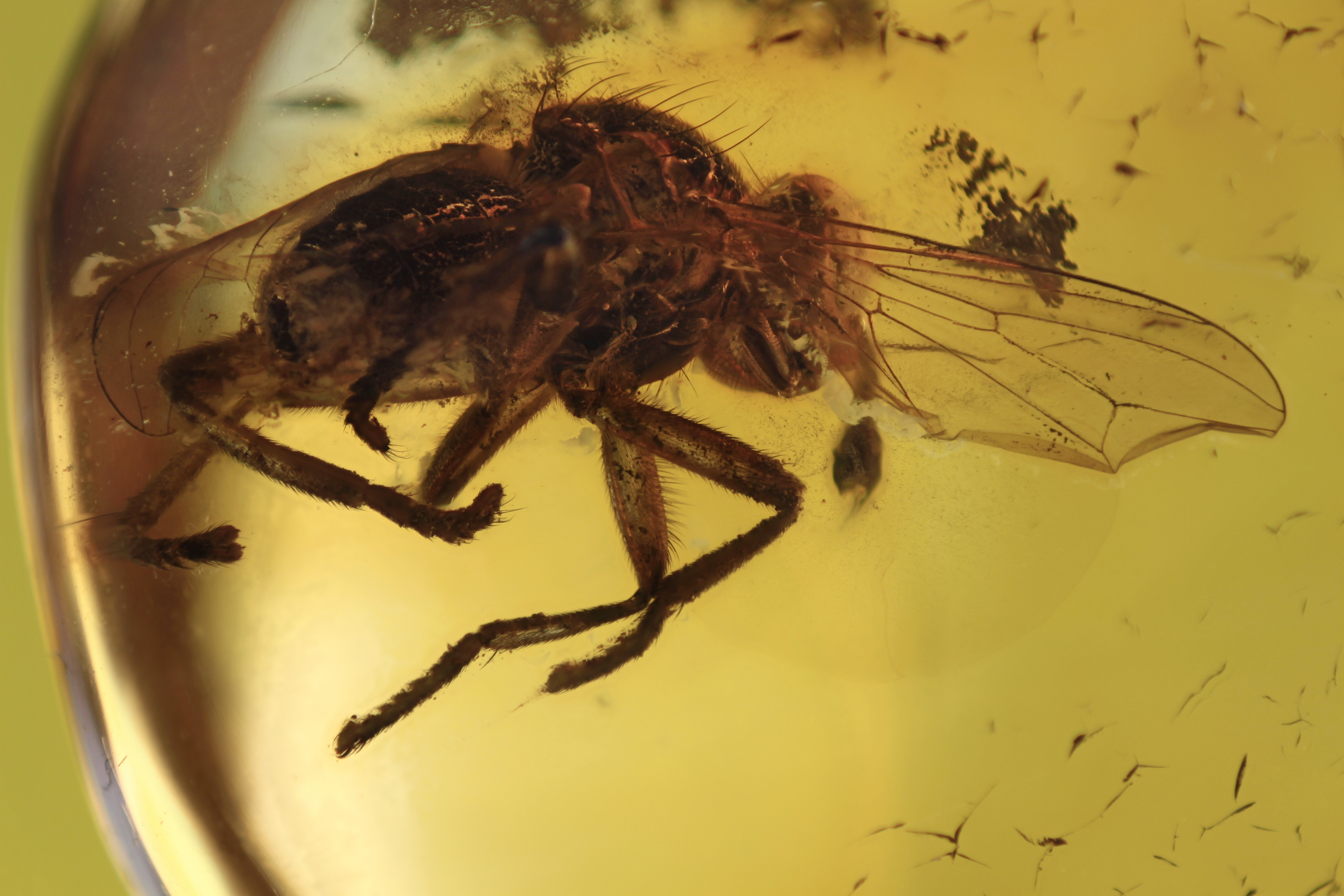
Palaeomyopa sp.

## Historique des découvertes
Malgré leur rareté, plusieurs espèces fossilisées ont été attribuées aux Conopidae. En 1878, Scudder est le premier à décrire un exemplaire issu du schiste de la formation de la Green River (Wyoming, USA) ; il la nomme Poliomyia recta. Cependant, les travaux de Hennig en 1966 la discrédite,. En 1899, Meunier décrit deux genres et deux espèces issues de l'ambre de la Baltique, Palaeomyopa tertiaria et Palaeosicus loewi. Hennig évalue que les distinctions morphologiques entre ces genres et espèces ne sont pas suffisantes et les considère comme synonymes ; il retient Palaeomyopa tertiaria,. 
En 1994, lors de sa révision de la famille Conopidae, Camras place ce genre et cette espèce dans la sous-famille distincte des Palaeomyopinae,.
En 2003, les recherches de Stuke, aboutissent à la description d'un nouveau genre et deux nouvelles espèces, elles aussi provenant de l'ambre de la Baltique : Palaeomyopa hennigi et Hoffeinsia baltica. Cependant, selon les travaux de Gibson et Skevington, les descriptions du genre Hoffeinsia ne correspondent pas aux caractéristiques des Conopidae. En attente d'examens supplémentaires, ce genre est par conséquent considéré comme incertae sedis.

## Description
Les deux espèces actuellement reconnues ont été découvertes dans des inclusions d'ambre, issue de la partie russe de la région de la Baltique. Cette ambre provient de l'Éocène et plus particulièrement du Priabonien qui s'étend de -37,8 à -33,9 millions d'années.
En essayant de placer Palaeomyopa tertiaria dans l’une des sous-familles actuelles de Conopidae, Camras remarque qu’elle n’appartient à aucune d’entre elles. Son caractère le plus significatif est la présence de la theca sur le quatrième sternite, alors que chez les espèces modernes, elle se situe sur le cinquième sternite. Selon lui, les Palaeomyopinae se sont développés en une branche distincte des Conopidae et ont, par la suite, disparues.
Les caractères des Palaemyopinae communs aux Conopidae (plésiomorphe) sont les suivants : segments abdominaux de la femelle de même longueur, première cellule postérieure (Rs) largement ouverte (nervation alaire), mais quelque peu rétrécie, pièces buccales charnues très courtes, absence de sillons faciaux.
Leurs caractères spécifiques (apomorphes), comparés aux espèces de Conopidae actuelles, sont les suivants : theca sur le quatrième sternite, cellule anale inclinée (nervation alaire), très long deuxième segment d'une antenne avec arista particulière.

## Liste des sous-taxons
Selon Paleobiology Database (11 mars 2019) :
- † Palaeomyopa Meunier, 1899
  - † Palaeomyopa hennigi Stuke, 2003
  - † Palaeomyopa tertiaria Meunier, 1912

## Un autre Conopidae fossilisé
Une autre espèce fossilisée de Conopidae a été décrite et reconnue en 2015, elle est classée dans le genre Stylogaster sous le nom de Stylogaster grimaldii. Elle est issue de l'ambre de la République Dominicaine provenant du Miocène situé entre Burdigalien et le Langhien soit de – 20,44 à -13,82 millions d'années. Chose rare, le mâle et la femelle ont été décrites conjointement.